# Eschengehege nördlich Tangerhütte
Das Eschengehege nördlich Tangerhütte ist ein FFH-Gebiet in der Stadt Tangerhütte im Landkreis Stendal in Sachsen-Anhalt.

## Allgemeines
Das FFH-Gebiet ist circa 165 Hektar groß (beim Bundesamt für Naturschutz ist die Größe mit 162 Hektar angegeben). Es ist durch die Landesverordnung zur Unterschutzstellung der Natura 2000-Gebiete im Land Sachsen-Anhalt (N2000-LVO LSA) seit dem 21. Dezember 2018 rechtlich gesichert. Zuständige untere Naturschutzbehörde ist der Landkreises Stendal.

## Beschreibung
Das FFH-Gebiet liegt nördlich von Tangerhütte. Es umfasst ein Waldgebiet auf überwiegend feuchten Standorten. Der größte Teil wird von Erlen-Eschenwald aus Schwarzerle und Gemeiner Esche eingenommen, der forstwirtschaftlich genutzt wird und durch die Bewirtschaftung vielfach aus Reinbeständen besteht. In artenreicheren Wäldern gesellen sich dazu Stieleiche, Hängebirke, Bergahorn und Flatterulme. Stellenweise stockt die nicht standorttypische Gemeine Fichte sowie die Neophyten Rotesche und Roteiche. In der Krautschicht siedeln Rohrglanzgras, Pfeifengras, Rasenschmiele, Sumpfsegge, Sumpfschwertlilie, Gewöhnlicher Gilbweiderich und Kohlkratzdistel als Feuchtigkeitszeiger, aber auch mesophile Arten wie Waldflattergras, Waldziest, Große Sternmiere, Buschwindröschen, Scharbockskraut, Einbeere, Großes Springkraut, Gewöhnlicher Dornfarn, Frauenfarn, Zweiblättriges Schattenblümchen und Wolliger Hahnenfuß.
Auf trockeneren Standorten stocken Eichen-Hainbuchenwälder aus Stieleiche, Bergahorn, Winterlinde und Hainbuche, zu denen sich Gemeine Esche und Schwarzerle gesellen. In der Strauchschicht siedeln Schwarzer Holunder und Roter Hartriegel. In der Krautschicht siedeln neben den auch in den Erlen-Eschenwäldern vorkommenden, mesophilen Arten noch Waldknäuelgras, Hainrispengras, Zittergrassegge, Riesenschwingel und Vielblütige Weißwurz.
Das Gebiet ist Lebensraum der Fledermäuse Fransenfledermaus, Graues Langohr, Große Bartfledermaus und Mückenfledermaus sowie Fischotter und Mittelspecht.
Das FFH-Gebiet ist größtenteils von landwirtschaftlichen Nutzflächen umgeben. Im Osten schließen sich weitere Waldgesellschaften an. Das Gebiet grenzt im Südwesten an die Landesstraße 53 und im Osten kleinflächig an die Bahnstrecke Magdeburg–Wittenberge. Etwas westlich des FFH-Gebietes liegt das Naturschutzgebiet „Mahlpfuhler Fenn“. Nordwestlich des FFH-Gebietes verläuft der Dollgraben, der ein Teil des FFH-Gebietes „Tanger-Mittel- und Unterlauf“ ist.